# Expéditions romaines en Afrique subsaharienne

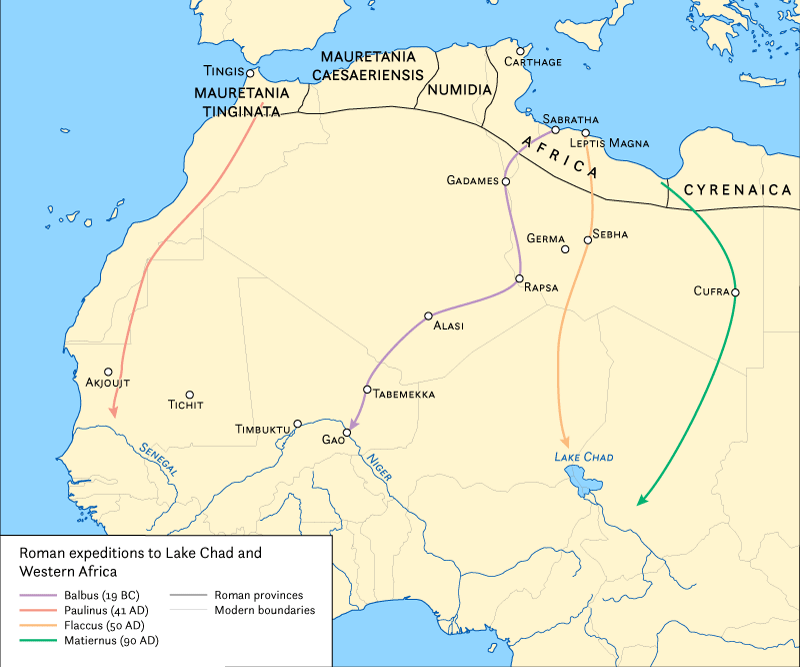
Carte montrant les principales expéditions romaines en Afrique sub-saharienne et Afrique de l'Ouest.

Les expéditions romaines en Afrique subsaharienne sont un groupe d'expéditions et d'explorations en direction du Lac Tchad et de l'Afrique de l'Ouest. Ces expéditions ont été menées par des groupes de militaires et marchands romains qui se sont déplacés à travers le Sahara ainsi que dans l'intérieur des terres africaines et de ses côtes. Elles ont eu lieu entre le Ier et le  IVe siècle après Jésus-Christ. La principale motivation pour les expéditions est de sécuriser les sources d'or et d'épices.

## Caractéristiques
Les Romains organisent des expéditions à traverser le Sahara, le long de cinq routes différentes :
- à travers le Sahara occidental, vers le fleuve Niger, près de Tombouctou
- à travers le massif du Tibesti, vers le lac Tchad et le Nigeria actuel
- le Nil de la vallée à travers l'Égypte, vers la vallée du Grand Rift
- le long de la côte occidentale de l'Afrique, vers le fleuve Sénégal
- le long de la côte de la mer Rouge, en direction de la Corne de l'Afrique, et peut-être de la Zanzibar actuelle.

Toutes ces expéditions ont été prises en charge par les légionnaires et ont surtout un but commercial. Seule celle menée par l'empereur Néron semblait être un préparatif pour la conquête de l'Éthiopie ou de la Nubie ; en l'an 62, deux légionnaires explorent les sources du Nil.
L'un des principaux objectifs de l'exploration est de localiser et d'obtenir de l'or, à l'aide de chevaux et de bœufs pour le transport par voie terrestre vers les provinces romaines sur la côte méditerranéenne.
Les explorations près des côtes sont effectuées par des navires romains et profondément liées au commerce d'outre-mer.

## Principales explorations
Les Romains mènent cinq explorations principales : deux dans le Sahara occidental, deux dans le Sahara central, et une dans la région du Lac Tchad.

### Expéditions du Sahara occidental
Dans le Sahara occidental, il y a eu deux expéditions romaines, juste au sud des montagnes de l'Atlas :
- Expédition de Cornelius Balbus Minor[3] : La première expédition faite par les Romains dans le Sahara — selon Pline — a été celle de Cornelius Balbus Minor, qui en 19 avant Jésus-Christ a probablement atteint le fleuve Niger près de Tombouctou. Il est parti de Sabratha en Tripolitaine et a conquis, avec dix mille légionnaires, la capitale des Garamantes dans le Fezzan et envoyé un petit groupe de ses légionnaires plus au sud à travers le Hoggar afin d'explorer la "terre des lions" : ils découvrent une énorme rivière (le Niger) qui, à leur avis, se dirige vers le Nil. En effet, en 1955, de nombreuses monnaies romaines et céramiques latines ont été trouvées dans la région du Mali[réf. nécessaire].
- Expédition de Suétone Paulin : La deuxième a été faite en l'an 41 par Caius Suetonius Paulinus (Suétone Paulin), un consul romain, qui a été le premier romain à diriger une armée au sein de la chaîne de l'Atlas. Au bout de dix jours de marche, il atteint le sommet des montagnes couvertes de neige et, plus tard, il arriva à une rivière appelée Gerj. Il pénètre ensuite dans le sud semi-désertique du Maroc et certains de ses légionnaires sont probablement allés près de la rivière Daras (l'actuel fleuve Drâa).

À partir du Ier siècle de notre ère, il y a des éléments de preuve (pièces de monnaie, fibules) d'un commerce romain et des contacts à Akjoujt et Tamkartkart près de Tichitt en Mauritanie.

### Expéditions du Sahara central
Les deux principales explorations/expéditions dans le Sahara central sont :
- l'expédition de Flaccus : Pendant le règne d'Auguste, le lac Tchad est un immense lac et deux expéditions romaines sont réalisées dans le but de l'atteindre : Septimius Flaccus et Julius Maternus atteignent le « lac de l'hippopotame » (c'est ainsi que le lac Tchad est appelé par Claude Ptolémée). Ils partent de la côte tripolitaine et passent près du massif du Tibesti. Les deux font leurs expéditions à travers le territoire des Garamantes, et sont en mesure de laisser une petite garnison sur le « lac de l'hippopotame et le rhinocéros » après 3 mois de voyage dans des terres désertiques.

Ptolémée écrit qu'en l'an 50 Septimius Flaccus effectue son expédition dans le but d'exercer des représailles contre des pillards nomades qui s'attaquent à Leptis Magna, et qu'il atteint Sebha et le territoire d'Aozou. Il a ensuite atteint les rivières Bahr Erguig, le Chari et le Logone dans la région du lac Tchad, décrit comme le "pays des Ethiopiens" (ou les hommes en noir) et appelé Agisymba.
- l'expédition de Matiernus : Ptolémée écrit aussi qu'aux alentours de l'an 90 Julius Maternus (ou Matiernus) a effectué essentiellement une expédition commerciale. À partir du golfe de Syrte, il atteint l'oasis de Koufra et la guelta d'Archei, puis arrive, après 4 mois de voyage avec le roi des Garamantes, à la rivière Bahr Salamat et le Bahr Aouk, près de l'actuelle République centrafricaine dans une région alors appelée Agisymba. Il retourna à Rome avec un rhinocéros à deux cornes, qui est montré dans le Colisée[5].

Selon Raffael Joorde, Maternus est un diplomate qui explore avec le roi des Garamantes le territoire au sud du massif du Tibesti, en même temps que ce roi fait une campagne militaire contre des sujets rebelles ou pour des "razzias".

### Région de la rivière Niger

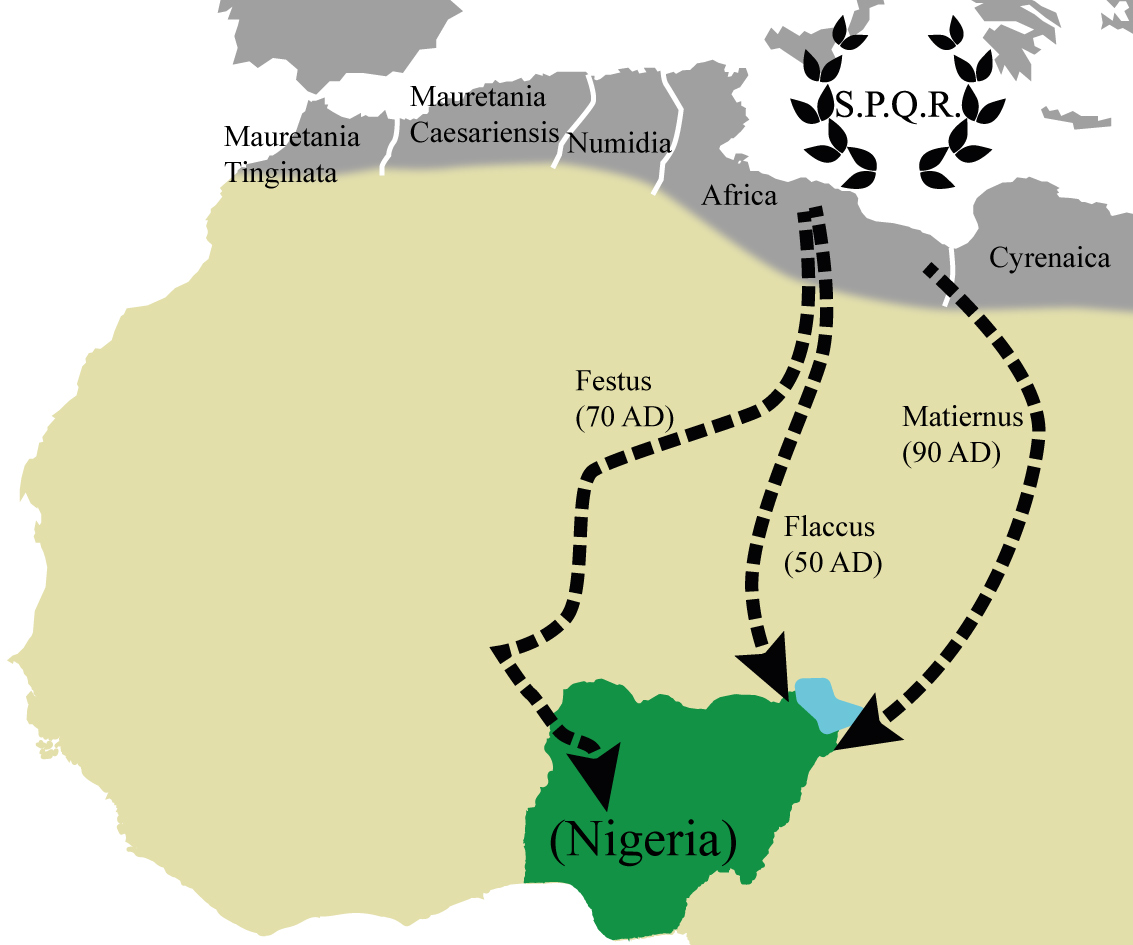
Expéditions romaines au Niger.

Cependant, certains historiens (comme Susan Raven) pensent qu'il y eut encore une autre expédition romaine en Afrique subsaharienne centrale : celle de Valerius Festus, qui pourrait avoir atteint l'Afrique équatoriale grâce au fleuve Niger.
- L'expédition de Festus : Pline écrit[8] qu'en l'an 70 un légat de la Legio III Augusta nommé Festus reproduit l'expédition de Balbus vers le fleuve Niger. Il est allé à l'est du massif du Hoggar et entrent dans le massif de l'Aïr jusqu'à la plaine de Gadoufaoua. Gadoufaoua (mot touareg pour “l'endroit où les chameaux ont peur de se rendre”) est un site dans le désert du Ténéré au Niger connu pour ses nombreux cimetières de fossiles de dinosaures, où les vestiges du Sarcosuchus imperator ont été trouvés. Festus arrive finalement à la zone de l'actuelle Tombouctou. Mais quelques universitaires, comme Fage[9], pensent qu'il n'a atteint que la région de Ghat dans le sud de la Libye, près de la frontière avec le sud de l'Algérie et du Niger (toutefois, il est possible que quelques éclaireurs parmi ses légionnaires aient atteint le fleuve Niger et soient allés dans la forêt équatoriale au niveau de l'estuaire de la rivière, dans l'actuel Nigeria, comme cela s'est produit pour l'exploration du Nil sous Néron lorsque des centurions romains ont atteint le lac Victoria).

## Explorations maritimes
Le roi vassal des Romains Juba II organise avec succès un commerce depuis la région de Volubilis. Pline l'Ancien, un auteur romain du Ier siècle et officier militaire, en s'appuyant sur les comptes-rendus de Juba II, roi de Maurétanie, déclare qu'une expédition romaine partie de Maurétanie a visité les îles de l'archipel des Canaries et de Madère vers l'an 10 et a trouvé beaucoup de ruines, mais pas de population, seuls les chiens (en raison de ces animaux, il appelle les îles à l'aide du mot Latin "canarius" ou "canis" pour le chien).
Selon Pline l'Ancien, une expédition de Maurétaniens envoyée par Juba II sur l'archipel visite les îles : lorsque le roi Juba II a envoyé un contingent pour rouvrir une production de colorant à Mogador (nom historique d'Essaouira, Maroc) au début du Ier siècle de notre ère, la flotte de Juba a par la suite été envoyée pour explorer les Îles Canaries, Madère et probablement les îles du Cap Vert, utilisant Mogador comme base de départ.
Il est historiquement constaté que, selon Pline l'Ancien, le Grec Xénophon de Lampsacus a déclaré que les "Gorgades" (les îles du Cap Vert) sont situées à environ deux jours de "Hesperu Ceras" (aujourd'hui Cap-Vert), la partie la plus occidentale du continent africain, montrant ainsi une connaissance de la région par les Romains.
En outre, selon Pline l'Ancien et via sa citation par Gaius Julius Solin, le temps pour naviguer en mer des Gorgades (Cap Vert) vers les îles des Dames de l'Ouest ("les Hespérides", actuelles São Tomé et Príncipe et Fernando Po) est d'environ 40 jours : ce fait a conduit les débats académiques à envisager la possibilité de la poursuite des voyages romains vers la Guinée et même le golfe de Guinée. Une pièce de monnaie romaine de l'empereur Trajan a été trouvée en République démocratique du Congo. D'autres pièces de monnaie romaines ont été trouvées au Nigeria et au Niger, mais aussi en Guinée, au Togo et au Ghana. Cependant, il est beaucoup plus probable que toutes ces pièces ont été introduites à une date ultérieure plutôt qu'à la suite d'un rapport direct des Romains avec la côte ouest. Pas un seul article incontestablement originaire de l'Afrique au sud de l'Équateur n'a été découvert dans le monde gréco-romain ou en Arabie contemporaine, il n'y a aucune mention d'un tel article dans les écrits ; tandis que les pièces de monnaie sont les seuls articles anciens européens ou arabes qui aient été trouvés dans les régions du sud de l'Afrique.
En outre il doit être noté que l'empereur Auguste a décidé que la circumnavigation de l'Afrique devrait également être tentée (en l'an 1 avant Jésus-Christ). Les Romains ont deux avant-postes maritimes sur la côte atlantique de l'Afrique : Sala Colonia près de l'actuelle Rabat et Mogador dans le sud du Maroc (au nord d'Agadir). L'île de Mogador a prospéré à partir de l'industrie locale de colorant pourpre (très apprécié dans la Rome impériale) à partir du règne d'Auguste jusqu'à Septime Sévère. Auguste, après la découverte d'une épave de navire marchand provenant du sud de l'Hispanie (Espagne) dans la région de Djibouti (faite par son fils adoptif Gaius César, lorsqu'il naviguait vers Aden), a voulu organiser une expédition depuis l'Égypte vers Mogador et Sala autour de l'Afrique, qui n'a jamais porté ses fruits.